# De Graafschapbode
De Graafschapbode was een krant die door drukkerij en uitgeverij Misset in Doetinchem werd uitgegeven.
Op 1 april 1873 begon Cornelis Misset uit Haarlem een handelsdrukkerijtje in de Grutstraat in Doetinchem en op 4 oktober 1879 verscheen daar in een oplage van 2000 exemplaren het wekelijks nieuws- en advertentieblad De Graafschap-Bode.
In 1965 verscheen het nieuwsblad viermaal per week, terwijl op 1 maart 1967 de stap naar dagblad met succes werd genomen.

De vaste sectie “Berichten uit de Lijmers” bevatte nieuws uit de streek de Liemers. 

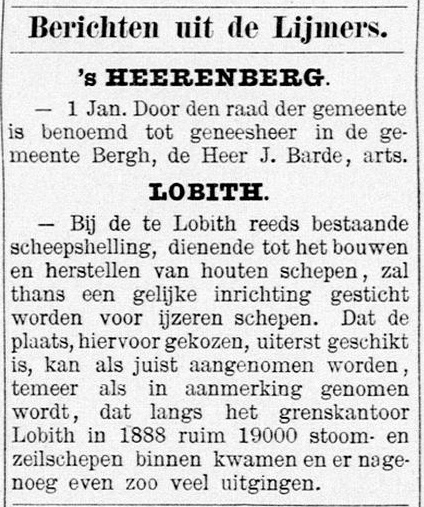
De sectie met nieuws uit de Liemers in De Graafschap-bode van 5 januari 1889.

De krant had veel aandacht voor dialect en werd ook wel de Toete van Sachtleven genoemd.
Pastoor Schweigmann van Wijnbergen verkondigde vanaf de preekstoel dat het verboden was om De Graafschap-Bode te lezen omdat alleen de Gelderlander voor de katholieken was. Aangezien dat de nieuwsgierigheid prikkelde, namen velen juist een abonnement op De Graafschap-Bode.
Ter gelegenheid van het 100-jarig bestaan verscheen in 1979 het boek Spiegel van een eeuw Oostgelders leven. De Graafschapbode, zoals de naam later gespeld werd, is uiteindelijk opgegaan in het Gelders Dagblad dat op zijn beurt op 5 november 2001 werd opgenomen in de Gelderlander.